# خانه‌شکوفه
خانه‌شکوفه (نام علمی: ') نام یک سرده از رده گل‌سان‌زیان است.